# Archidium johannis-negrii
Archidium johannis-negrii är en bladmossart som beskrevs av Ezio Tongiorgi 1939. Archidium johannis-negrii ingår i släktet Archidium och familjen Archidiaceae. Inga underarter finns listade i Catalogue of Life.